# Ariobarzanes II. (Atropatene)
Ariobarzanes II. (armenisch Արիոբարզանես; † kurz nach 2 n. Chr.) war von 20 bis etwa 4 v. Chr. König von Media Atropatene und ab 2 n. Chr. kurzzeitig König von Armenien.

## Leben
Ariobarzanes war ein Sohn des Königs Artavasdes II. von Atropatene, der 30 v. Chr. von den Parthern verjagt und gefangen genommen wurde. Als der parthische Usurpator Tiridates II. um 26 v. Chr. zum römischen Kaiser Augustus floh, befand sich Ariobarzanes in dessen Gefolge. Wahrscheinlich kam Ariobarzanes gemeinsam mit seinem Vater, dem die Flucht aus der parthischen Gefangenschaft gelang, im Schlepptau des Tiridates zu Augustus.
Artavasdes II. starb kurz vor 20 v. Chr. wohl in Rom. Kaiser Augustus setzte Ariobarzanes vermutlich 20 v. Chr. als König von Media Atropatene ein. Wahrscheinlich wurde er später von den Parthern ebenfalls aus seinem Reich vertrieben. Als Augustus’ Enkel Gaius Caesar in den Osten des Römischen Reichs entsandt wurde, verweigerte er 2 n. Chr. dem von den Parthern gestützten armenischen König Tigranes IV. die Anerkennung und setzte durch, dass stattdessen Ariobarzanes Herrscher Armeniens wurde. Ariobarzanes starb aber bald danach. Sein Sohn Artavasdes fand keine Anerkennung als Herrscher und wurde ermordet. Ein im Alter von 39 Jahren in Rom verstorbener Artavasdes, dessen Grabinschrift erhalten blieb, war wahrscheinlich ein Enkel des Ariobarzanes II.